# Arquipélago de Gambier
Gambier é um arquipélago francês pertencente ao departamento do ultramar da Polinésia Francesa, com 30 km² e 1.337 habitantes (2007). Com Tuamotu constitui a circunscrição de Tuamotu e Gambier.
Gambier pratica a cultura da bananeiras e de cana-de-açúcar. A principal cidade é Rikitea, na ilha de Mangareva.